# Teragon

Crearea unui teragon, fulgul lui Koch

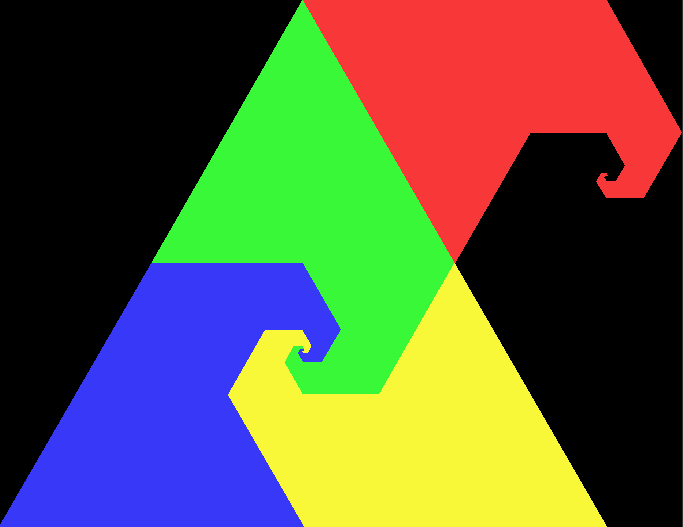
Triunghi cu coarne sau triunghi teragonic

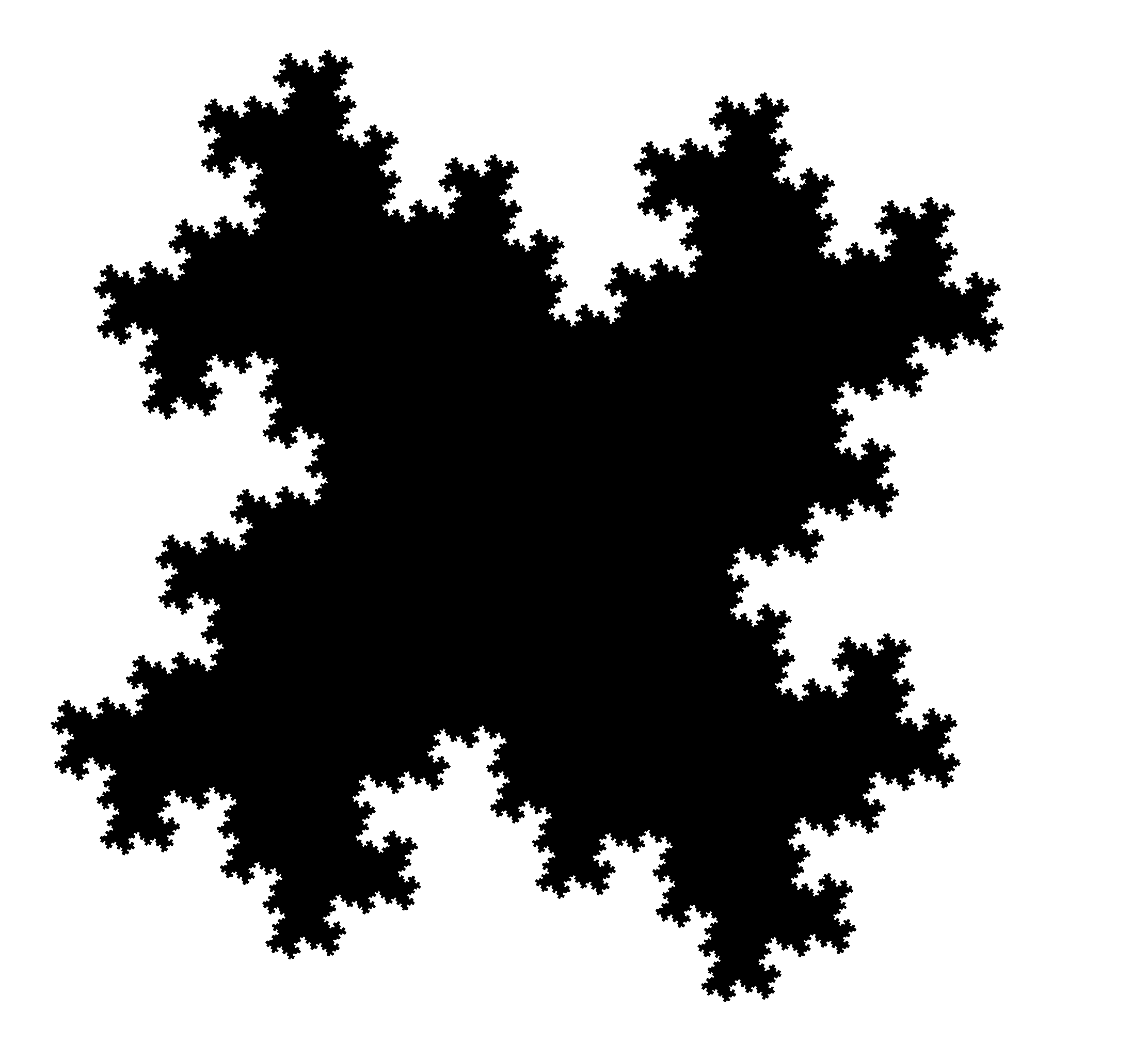
Insula pătratică a lui Koch/fractal Minkowski

În geometrie un teragon este un poligon cu un număr infinit de laturi (apeirogon), fractal. Cel mai faimos exemplu este fulgul lui Koch⁠(d) („teragonul triadic Koch”). Termenul teragon a fost creat de Benoît Mandelbrot din cuvintele din limba greacă veche τέρας (în română monstru) + γωνία (colț). De obicei, un teragon va fi delimitat de una sau mai multe curbe care sunt fractale autoasimilare⁠(d), și care sunt create prin înlocuirea fiecărui segment de dreaptă dintr-o figură inițială cu mai multe segmente conectate, apoi înlocuind fiecare dintre acele segmente cu același model de segmente, apoi repetând procesul de un număr infinit de ori pentru fiecare segment de dreaptă din figură.

## Alte exemple
Triunghiul cu coarne, creat prin adăugarea unui șir de triunghiuri mai mici pe un colț al unui triunghi echilateral, este un alt exemplu de teragon. Este, de asemenea, un exemplu de rep-dală, sau formă care poate fi complet divizată în copii mai mici ale ei însăși.
Majoritatea teragoanelor sunt fractale.

## Istoric
Deoarece proprietățile fractalilor păreau atât de ciudate matematicienilor, aceste curbe au fost marginalizate, fiind incluse în domeniul curiozităților matematice și nu au fost studiate în continuare. Doar treptat matematicienii au analizat mai atent întrebările pe care acestea le-au ridicat, cum ar fi problema dimensiunilor. Aceste întrebări au condus adesea la progrese decisive în matematică.